# Mistrzostwa Świata Juniorów w Saneczkarstwie 2019
34. Mistrzostwa świata juniorów w saneczkarstwie odbyły się w dniach 1-2 lutego 2019 w austriackim Igls. Zawodnicy rywalizowali w czterech konkurencjach: jedynkach kobiet, jedynkach mężczyzn, dwójkach mężczyzn oraz w zawodach drużynowych.
Klasyfikację medalową wygrała reprezentacja Niemiec, która zdobyła trzy tytuły mistrzowskie i zdobyli jednocześnie najwięcej medali.

## Terminarz
| Data          | Miejscowość | Konkurencja      | Złoto                                                                | Srebro                                                                      | Brąz                                                                           |
| ------------- | ----------- | ---------------- | -------------------------------------------------------------------- | --------------------------------------------------------------------------- | ------------------------------------------------------------------------------ |
| 1 lutego 2019 | Igls        | Jedynki kobiet   | Cheyenne Rosenthal                                                   | Verena Hofer                                                                | Jessica Degenhardt                                                             |
| 1 lutego 2019 | Igls        | Jedynki mężczyzn | Max Langenhan                                                        | Bastian Schulte                                                             | Lukas Gufler                                                                   |
| 2 lutego 2019 | Igls        | Dwójki mężczyzn  | Niemcy Hannes Orlamünder · Paul Gubitz                               | Rosja Dmitrij Buczniew · Danił Kilsejew                                     | Rosja Andriej Szander · Semen Mikow                                            |
| 2 lutego 2019 | Igls        | Drużynowe        | Austria Lisa Schulte · Bastian Schulte · Juri Gatt · Riccardo Schöpf | Niemcy Cheyenne Rosenthal · Max Langenhan · Hannes Orlamunder · Paul Gubitz | Rosja Tatiana Cwietowa · Aleksiej Dmitriew · Dmitrij Buczniew · Danił Kilsejew |

## Wyniki

### Jedynki kobiet
- Data / Początek: Piątek, 01.02.2019 roku

| Medal | Zawodniczka        | Narodowość        | 1. zjazd | 2. zjazd | Czas     | Strata |
| ----- | ------------------ | ----------------- | -------- | -------- | -------- | ------ |
|       | Cheyenne Rosenthal | Niemcy            | 40.559   | 40.805   | 1:21.364 | -      |
|       | Verena Hofer       | Włochy            | 40.738   | 40.650   | 1:21.388 | +0.024 |
|       | Jessica Degenhardt | Niemcy            | 40.577   | 40.861   | 1:21.438 | +0.074 |
| 4.    | Ashley Farquharson | Stany Zjednoczone | 40.788   | 40.673   | 1:21.461 | +0.097 |
| 5.    | Tatiana Cwietowa   | Rosja             | 40.681   | 40.805   | 1:21.486 | +0.122 |
| 6.    | Nina Zoeggeler     | Włochy            | 40.866   | 40.875   | 1:21.741 | +0.377 |
| 7.    | Diana Loginowa     | Rosja             | 40.884   | 40.903   | 1:21.787 | +0.423 |
| 8.    | Merle Fraebel      | Niemcy            | 40.758   | 41.124   | 1:21.882 | +0.518 |
| 9.    | Marion Oberhofer   | Włochy            | 41.063   | 40.956   | 1:20.019 | +0.655 |
| 10.   | Hannah Prock       | Austria           | 40.992   | 41.079   | 1:22.071 | +0.707 |
| ...   | ...                | ...               | ...      | ...      | ...      | ...    |
| 33.   | Anna Bryk          | Polska            | 42.152   | -        | -        | -      |
| 40.   | Klaudia Domaradzka | Polska            | 42.445   | -        | -        | -      |

### Jedynki mężczyzn
- Data / Początek: Piątek, 01.02.2019 roku

| Medal | Zawodniczka          | Narodowość | 1. zjazd | 2. zjazd | Czas     | Strata |
| ----- | -------------------- | ---------- | -------- | -------- | -------- | ------ |
|       | Max Langenhan        | Niemcy     | 50.653   | 50.750   | 1:41.403 | -      |
|       | Bastian Schulte      | Austria    | 50.782   | 50.964   | 1:41.746 | +0.343 |
|       | Lukas Gufler         | Włochy     | 50.832   | 51.099   | 1:41.931 | +0.528 |
| 4.    | Moritz Bollmann      | Niemcy     | 50.732   | 51.372   | 1:42.104 | +0.701 |
| 5.    | David Nössler        | Niemcy     | 50.956   | 51.181   | 1:42.137 | +0.734 |
| 6.    | Florian Mueller      | Niemcy     | 50.902   | 51.345   | 1:42.247 | +0.844 |
| 7.    | Aleksiej Dmitriew    | Rosja      | 51.046   | 51.307   | 1:42.353 | +0.950 |
| 8.    | Gints Bērziņš        | Łotwa      | 51.269   | 51.220   | 1:42.489 | +1.086 |
| 9.    | Matwiej Perestoronin | Rosja      | 51.202   | 51.448   | 1:42.650 | +1.247 |
| 10.   | Marian Skupek        | Słowacja   | 51.321   | 51.330   | 1:42.651 | +1.248 |
| ...   | ...                  | ...        | ...      | ...      | ...      | ...    |
| 20.   | Kacper Tarnawski     | Polska     | 52.075   | 52.420   | 1:44.495 | +3.092 |

### Dwójki mężczyzn
- Data / Początek: Sobota, 2 lutego 2019 roku

| Medal | Zawodnicy                                | Narodowość        | 1. zjazd | 2. zjazd | Czas     | Strata |
| ----- | ---------------------------------------- | ----------------- | -------- | -------- | -------- | ------ |
|       | Hannes Orlamünder Paul Gubitz            | Niemcy            | 40.700   | 40.585   | 1:21.285 | -      |
|       | Dmitrij Buchniew Danił Kilsejew          | Rosja             | 40.841   | 40.659   | 1:21.500 | +0.215 |
|       | Andriej Szander Semen Mikow              | Rosja             | 40.922   | 40.757   | 1:21.679 | +0.394 |
| 4.    | Max Ewald Jakob Jannusch                 | Niemcy            | 40.953   | 40.757   | 1:21.710 | +0.425 |
| 5.    | Tomas Vavercak Matej Zmij                | Słowacja          | 41.125   | 40.689   | 1:21.823 | +0.538 |
| 6.    | Martins Bots Roberts Plume               | Łotwa             | 40.967   | 40.908   | 1:21.875 | +0.590 |
| 7.    | Juri Gatt Riccardo Schoepf               | Austria           | 41.136   | 40.853   | 1:21.989 | +0.704 |
| 8.    | Eduards Ševics-Mikeļševics Lūkass Krasts | Łotwa             | 41.123   | 40.951   | 1:22.074 | +0.789 |
| 9.    | Ihor Hoi Myrosław Lewkowicz              | Ukraina           | 41.294   | 40.959   | 1:22.253 | +0.968 |
| 10.   | Dana Kellogg Duncan Segger               | Stany Zjednoczone | 41.331   | 41.017   | 1:22.348 | +1.063 |
| ...   | ...                                      | ...               | ...      | ...      | ...      | ...    |
| 22.   | Jakub Karaś Mateusz Karaś                | Polska            | 45.424   | -        | -        | -      |

### Drużynowe
- Data / Początek: Sobota, 2 lutego 2019 roku

| Medal | Zawodnicy                                                            | Narodowość        | Czas     | Strata  |
| ----- | -------------------------------------------------------------------- | ----------------- | -------- | ------- |
|       | Lisa Schulte/Bastian Schulte/Juri Gatt/Riccardo Schöpf               | Austria           | 2:10.926 | –       |
|       | Cheyenne Rosenthal/Max Langenhan/Hannes Orlamunder/Paul Gubitz       | Niemcy            | 2:10.954 | +0.028  |
|       | Tatiana Cwietowa/Aleksiej Dmitriew/Dmitrij Buczniew/Danił Kilsejew   | Rosja             | 2:11.174 | +0.248  |
| 4.    | Anda Upīte/Gints Bērziņš/Eduards Ševics-Mikeļševics/Lūkass Krasts    | Austria           | 2:11.894 | +0.968  |
| 5.    | Ashley Farquharson/Sean Hollander/Dana William Kellogg/Duncan Segger | Stany Zjednoczone | 2:12.225 | +1.299  |
| 6.    | Julianna Tunicka/Oleg Pilipiw/Ihor Hoi/Myrosław Lewkowicz            | Ukraina           | 2:13.012 | +2.086  |
| 7.    | Klaudia Domaradzka/Kacper Tarnawski/Jakub Karaś/Mateusz Karaś        | Polska            | 2:13.256 | +2.330  |
| 8.    | Samantha Judson/Colton Clarke/Caitlin Nash/Natalie Corless           | Kanada            | 2:13.392 | +2.466  |
| 9.    | Michaela Maršíková/Jan Čežík/Marketa Nováková/Anna Vejdělková        | Czechy            | 2:16.843 | +5.917  |
| 10.   | Detelina Marinova/Nedyalko Iwanow/Milen Milanow/Iwaiło Stamenow      | Bułgaria          | 2:22.219 | +11.293 |

## Klasyfikacja medalowa
| Miejsce | Państwo |   |   |   | Razem |
| ------- | ------- | - | - | - | ----- |
| 1.      | Niemcy  | 3 | 1 | 1 | 5     |
| 2.      | Austria | 1 | 1 | 0 | 2     |
| 3.      | Rosja   | 0 | 1 | 2 | 3     |
| 4.      | Włochy  | 0 | 1 | 1 | 2     |